# Samuel Brolin
Samuel Erik Oskar Brolin (Lidköping, 29 settembre 2000) è un calciatore svedese, portiere del Kalmar.

## Carriera

### Club
Cresciuto calcisticamente nelle giovanili dall'AIK, trascorre la prima parte della sua carriera in prestito a Vasalund e Akropolis, rispettivamente nella terza e seconda divisione svedese.
Nel 2021 passa, anche in questo caso con la formula del prestito, al Mjällby, con cui trascorre il primo campionato in Allsvenskan della sua carriera. Esordisce il 26 aprile, nella sconfitta per 1-0 contro l'Elfsborg. Viene schierato in 10 delle prime 12 giornate di campionato, ma l'esplosione dell'altro portiere Carljohan Eriksson (il quale sfiorerà il record di sempre di imbattibilità dell'Allsvenskan e chiuderà la stagione con il premio di miglior portiere del campionato) relega Brolin in panchina per il resto dell'annata.
A fine stagione Eriksson lascia la squadra e allo stesso tempo il Mjällby rinnova il prestito di Brolin anche per l'intera stagione 2022, durante la quale egli gioca titolare con regolarità.
Chiuso all'AIK dalla presenza del secondo portiere della nazionale svedese Kristoffer Nordfeldt, nel gennaio 2023 Brolin viene girato nuovamente in prestito, questa volta ai danesi dell'Horsens fino all'estate seguente. Gioca tre partite di Superligaen, poi il ritorno anticipato del titolare Matej Delač (rientrato da un infortunio prima del previsto) lo relega in panchina.
In estate fa così ritorno all'AIK con il ruolo di secondo portiere dietro allo stesso Nordfeldt. Nella rimanente parte della stagione 2023 non ha mai giocato in campionato, tuttavia il 16 agosto è riuscito a giocare la sua prima (e unica) partita ufficiale con l'AIK in occasione della gara di Coppa di Svezia vinta 3-0 sul campo del Dalkurd. A fine anno lascia il club a parametro zero per andare alla ricerca di un maggiore minutaggio altrove.
Il 12 dicembre 2023 viene annunciato il suo accordo triennale, valido a partire dal gennaio seguente, con il Kalmar, altra squadra del campionato di Allsvenskan.

### Nazionale
Ha rappresentato tutte le principali nazionali giovanili svedesi.

## Statistiche

### Presenze e reti nei club
Statistiche aggiornate al 23 luglio 2022.
| Stagione        | Squadra         | Campionato      | Campionato | Campionato | Coppe nazionali | Coppe nazionali | Coppe nazionali | Coppe continentali | Coppe continentali | Coppe continentali | Altre coppe | Altre coppe | Altre coppe | Totale | Totale |
| Stagione        | Squadra         | Comp            | Pres       | Reti       | Comp            | Pres            | Reti            | Comp               | Pres               | Reti               | Comp        | Pres        | Reti        | Pres   | Reti   |
| --------------- | --------------- | --------------- | ---------- | ---------- | --------------- | --------------- | --------------- | ------------------ | ------------------ | ------------------ | ----------- | ----------- | ----------- | ------ | ------ |
| 2019            | Vasalund        | D1              | 16         | -23        |                 | -               | -               |                    | -                  | -                  |             | -           | -           | 16     | -23    |
| 2020            | Akropolis       | S1              | 30         | -39        | CS              | 1               | 0               |                    | -                  | -                  |             | -           | -           | 31     | -39    |
| 2021            | Mjällby         | A               | 10         | -13        | CS+CS           | 1+1             | -1+0            |                    | -                  | -                  |             | -           | -           | 12     | -14    |
| 2022            | Mjällby         | A               | 15         | -14        | CS              | 3               | -3              |                    | -                  | -                  |             | -           | -           | 18     | -17    |
| Totale carriera | Totale carriera | Totale carriera | 71         | -89        |                 | 6               | -4              |                    | -                  | -                  |             | -           | -           | 77     | -93    |